# Златосел
Златосел е село в Южна България. То се намира в община Брезово, област Пловдив.

## География
Селото е полупланинско, разположено е в южните склонове на Сърнена Средна гора. Намира се в район, известен с масовото отглеждане на рози.
През селото преминава р. Златоселска, която извира от билата на Сърнена Средна гора северно от селото. В горното си течение реката е със стръмни, високи брегове и голям наклон на речното легло. Захранва язовир Дондуково и се влива в река Марица. През лятото губи част от водите си.

## Религии
Мнозинството от жителите на селото са източноправославни.

## Културни и природни забележителности
- Хижа „Дондуково“ и язовир „Дондуково“.

През летния сезон язовир Дондуково предлага добри възможности за отдих и риболов. В местността „Градището“ – познато сред населението като „Царева къща“, могат да се видят останки от римска ловна вила.
През 2015 г. в близост до село Златосел, археолози откриха най-големия долмен в България. Според учените откритието над село Златосел е от много ранен период, поне от второто хилядолетие пр. Хр. и представлява фамилна гробница на тракийска царска фамилия или на местен аристократичен род. 

## Икономика
Поради местния климат, селото предлага добри възможности за отглеждане на етерично-маслени култури.
През по-голямата част от годината селото се характеризира със слаба икономическа активност. Настъпва оживление през сезона на розобера.

## Транспорт
Златосел е добре свързан с областния град Пловдив чрез автобусна линия, два пъти дневно през цялата година.
Автобусната линия Златосел-Карлово е затворена от края на 2007 година.

## Редовни събития
Редовно събитие е ежегодният събор в селото.

## Вилна зона в близост до селото
На 4 km от село Златосел се намира вилна зона Дондуково и язовир „Дондуково“.